# Olympische Sommerspiele 1936/Teilnehmer (Polen)
Polen nahm an den Olympischen Sommerspielen 1936 in Berlin mit einer Delegation von 113 Athleten, 102 Männern und 11 Frauen, an 48 Wettkämpfen in 14 Sportarten teil. Hinzu kamen 31 weitere Teilnehmer (25 Männer und sechs Frauen) in sieben Kunstwettbewerben.

## Medaillen
| Gelbes Symbol für Goldmedaillen mit stilisierten Olympischen Ringen | Graues Symbol für Silbermedaillen mit stilisierten Olympischen Ringen | Braundes Symbol für Bronzemedaillen mit stilisierten Olympischen Ringen |
| ------------------------------------------------------------------- | --------------------------------------------------------------------- | ----------------------------------------------------------------------- |
| —                                                                   | 3                                                                     | 3                                                                       |

| Medaille | Name                                                     | Sportart       | Disziplin             |
| -------- | -------------------------------------------------------- | -------------- | --------------------- |
| Silber   | Stanisława Walasiewicz                                   | Leichtathletik | 100-Meter-Lauf        |
| Silber   | Jadwiga Wajs                                             | Leichtathletik | Diskuswurf            |
| Silber   | Zdzisław Kawecki Seweryn Kulesza Henryk Leliwa-Roycewicz | Reiten         | Vielseitigkeitsreiten |
| Bronze   | Maria Kwaśniewska                                        | Leichtathletik | Speerwurf             |
| Bronze   | Jerzy Ustupski Roger Verey                               | Rudern         | Doppelzweier Männer   |
| Bronze   | Władysław Karaś                                          | Schießen       | 50 Meter Rifle Männer |

## Teilnehmer nach Sportarten

### Basketball
Männer
- 4. Platz

- Trainer
Walenty Kłyszejko

- Kader
Zdzisław Filipkiewicz
Florian Grzechowiak
Zdzisław Kasprzak
Jakub Kopf
Ewaryst Łój
Janusz Patrzykont
Andrzej Pluciński
Zenon Różycki
Paweł Stok
Edward Szostak

### Boxen
Männer
- Edmund Sobkowiak
Fliegengewicht: Viertelfinale

- Antoni Czortek
Bantamgewicht: 2. Runde

- Aleksander Polus
Federgewicht: Viertelfinale

- Czesław Cyraniak
Leichtgewicht: 2. Runde

- Józef Pisarski
Weltergewicht: 1. Runde

- Henryk Chmielewski
Mittelgewicht: 4. Platz

- Stanisław Piłat
Schwergewicht: Viertelfinale

### Fechten
Männer
- Roman Kantor
Degen, Einzel: Halbfinale
Degen, Mannschaft: 5. Platz

- Antoni Franz
Degen, Einzel: Vorrunde
Degen, Mannschaft: 5. Platz

- Alfred Staszewicz
Degen, Mannschaft: 5. Platz

- Teodor Zaczyk
Degen, Mannschaft: 5. Platz
Säbel, Mannschaft: 4. Platz

- Rajmund Karwicki
Degen, Mannschaft: 5. Platz

- Kazimierz Szempliński
Degen, Mannschaft: 5. Platz

- Antoni Sobik
Säbel, Einzel: 7. Platz
Säbel, Mannschaft: 4. Platz

- Władysław Segda
Säbel, Einzel: Halbfinale
Säbel, Mannschaft: 4. Platz

- Władysław Dobrowolski
Säbel, Einzel: Viertelfinale
Säbel, Mannschaft: 4. Platz

- Adam Papée
Säbel, Mannschaft: 4. Platz

- Marian Suski
Säbel, Mannschaft: 4. Platz

### Fußball
Männer
- 4. Platz

- Trainer
Józef Kałuża

- Kader
Spirydion Albański
Franciszek Cebulak
Ewald Dytko
Hubert Gad
Antoni Gałecki
Wilhelm Góra
Walerian Kisieliński
Józef Kotlarczyk
Henryk Martyna
Michał Matyas
Walenty Musielak
Teodor Peterek
Ryszard Piec
Friedrich Scherfke
Władysław Szczepaniak
Jan Wasiewicz
Gerard Wodarz

- Reserve
Marian Fontowicz
Edward Madejski
Wilhelm Piec
Alojzy Sitko
Jerzy Wostal

### Kanu
Männer
- Antoni Bazaniak & Marian Kozłowski
Kajak-Zweier, 10.000 Meter 11. Platz

### Leichtathletik
| Männer - Kazimierz Kucharski 800 m: 4. Platz - Józef Noji 5000 m: 5. Platz 10.000 m: 14. Platz - Bronisław Gancarz Marathon: 33. Platz - Kazimierz Fiałka Marathon: DNF - Tadeusz Śliwak Antoni Maszewski Kazimierz Kucharski Klemens Biniakowski 4 × 400 m: Vorläufe - Teodor Bieregowoj 50 km Gehen: 9. Platz - Jerzy Pławczyk Hochsprung: 22. Platz Zehnkampf: 9. Platz - Karol Hoffmann Hochsprung: 32. Platz Dreisprung: kein gültiger Versuch in der Qualifikation - Wilhelm Schneider Stabhochsprung: 6. Platz - Edward Luckhaus Dreisprung: 11. Platz - Eugeniusz Lokajski Speerwurf: 7. Platz - Walter Turczyk Speerwurf: 10. Platz | Frauen - Stanisława Walasiewicz 100 m: Silber - Jadwiga Wajs Diskuswurf: Silber - Maria Kwaśniewska Speerwurf: Bronze |

### Radsport
Männer
- Wacław Starzyński
Straßenrennen, Einzel: 16. Platz
Straßenrennen, Mannschaft: unbekannt

- Stanisław Zieliński
Straßenrennen, Einzel: 16. Platz
Straßenrennen, Mannschaft: unbekannt

- Mieczysław Kapiak
Straßenrennen, Einzel: unbekannt
Straßenrennen, Mannschaft: unbekannt

- Wiktor Olecki
Straßenrennen, Einzel: unbekannt
Straßenrennen, Mannschaft: unbekannt

### Reiten
Männer
- Janusz Komorowski
Springen, Einzel: 36. Platz
Springen, Mannschaft: DNF

- Michał Gutowski
Springen, Einzel: DNF
Springen, Mannschaft: DNF

- Tadeusz Sokołowski
Springen, Einzel: DNF
Springen, Mannschaft: DNF

- Henryk Leliwa-Roycewicz
Vielseitigkeitsreiten, Einzel: 15. Platz
Vielseitigkeitsreiten, Mannschaft: Silber

- Zdzisław Kawecki
Vielseitigkeitsreiten, Einzel: 18. Platz
Vielseitigkeitsreiten, Mannschaft: Silber

- Seweryn Kulesza
Vielseitigkeitsreiten, Einzel: 21. Platz
Vielseitigkeitsreiten, Mannschaft: Silber

### Ringen
Männer
- Antoni Rokita
Bantamgewicht, griechisch-römisch: 3. Runde

- Henryk Szlązak
Federgewicht, griechisch-römisch: 4. Runde

- Zbigniew Szajewski
Leichtgewicht, griechisch-römisch: 4. Runde

### Rudern
Männer
- Roger Verey
Einer: Aufgabe

- Jerzy Ustupski & Roger Verey
Doppelzweier: Bronze

- Ryszard Borzuchowski & Edward Kobyliński
Zweier ohne Steuermann: 6. Platz

- Jerzy Braun, Jerzy Skolimowski & Janusz Ślązak
Zweier mit Steuermann: Hoffnungslauf

- Bronisław Karwecki, Stanisław Kuryłłowicz, Witalis Leporowski, Jerzy Skolimowski & Włodzimierz Zawadzki
Vierer mit Steuermann: Hoffnungslauf

### Schießen
Männer
- Kazimierz Suchorzewski
Schnellfeuerpistole: 7. Platz

- Zenon Piątkowski
Schnellfeuerpistole: 27. Platz

- Wojciech Bursa
Schnellfeuerpistole: unbekannt

- Władysław Karaś
Kleinkaliber, liegend: Bronze

- Jan Wrzosek
Kleinkaliber, liegend: 40. Platz

- Antoni Pachla
Kleinkaliber, liegend: 44. Platz

### Schwimmen
Männer
- Helmut Barysz, Kazimierz Bocheński, Joachim Karliczek & Ilja Szrajbman
4 × 200 Meter Freistil: disqualifiziert im Vorlauf

### Segeln
Männer
- Jerzy Dzięcioł / Leon Jensz
O-Jolle: 18. Platz

- Alfons Olszewski, Juliusz Sieradzki, Józef Szajba, Janusz Zalewski & Stanisław Zalewski
6-Meter-Klasse: 11. Platz

### Turnen
Frauen
- Alina Cichecka, Stefania Krupa, Marta Majowska, Wiesława Noskiewicz, Matylda Ossadnik, Klara Sierońska, Janina Skirlińska & Julia Wojciechowska
Mannschaftsmehrkampf: 6. Platz